# جورج بينيت (لاعب كريكت)
جورج بينيت (16 أغسطس 1906 في أستراليا - 15 أبريل 1983) (بالإنجليزية: George Bennett)‏ هو لاعب كريكت أسترالي.

## وصلات خارجية
- جورج بينيت على موقع إي آس بي آن كريك إنفو (الإنجليزية)